# Личинкоїд рудочеревий
Личинкоїд рудочеревий (Lobotos lobatus) — вид горобцеподібних птахів родини личинкоїдових (Campephagidae). Мешкає в Західній Африці. Жовточеревий личинкоїд раніше вважався конспецифічним з рудочеревим личинкоїдом.

## Опис
Довжина птаха становить 21 см. Голова чорна, верхня частина тіла зелена, надхвістя руде. Хвіст чорний, крайні стернові пера жовтуваті. Махові пера чорні з жовтуватими і рудуватими краями. У самців нижня частина тіла руда, живіт жовтий, у самиць нижня частина тіла жовта. У самців на щоках є червоні м'ясисті нарости, у самиць вони менші, розташовані під дзьобом. Дзьоб чорний, короткий, міцний, гачкуватий.

## Поширення і екологія
Рудочереві личинкоїди мешкають в Сьєрра-Леоне, Ліберії, Гвінеї, Кот-д'Івуарі і Гані. Вони живуть у вологих рівнинних і заболочених тропічних лісах та на плантаціях. Зустрічаються на висоті до 700 м над рівнем моря. Живляться комахами, гусінню і насінням.

## Збереження
МСОП класифікує цей вид як вразливий. За оцінками дослідників, популяція рудочеревих личинкоїдів становить від 20 до 50 тисяч птахів (однак ці цифри можуть бути значно завищеними). Рудочеревим личинкоїдам загрожує знищення природного середовища.